# Klitorisvorhautpiercing
Ein Klitorisvorhautpiercing ist ein weibliches Intimpiercing durch die Klitorisvorhaut. Es kann sowohl vertikal als auch horizontal gestochen werden. Auch die Kombination aus beiden Piercings ist möglich. Anders als beim Klitorispiercing wird die Klitoris selbst nicht durchstochen.

## Verbreitung
Das Klitorisvorhautpiercing ist unter den weiblichen Intimpiercings das beliebteste und am weitesten verbreitete. Auch unter Frauen und Mädchen – bei unter 14-jährigen ist das Einverständnis der Erziehungsberechtigten erforderlich – welche ansonsten wenig Bezug zum Bereich Body-Modification zeigen, erfreut sich das Piercing in den letzten Jahren einer starken Nachfrage. Dies liegt an mehreren Faktoren: der einfachen Durchführbarkeit, der relativ schnellen Heildauer sowie dem für die meisten Frauen angenehmen Tragegefühl. Bei einem vertikal gestochenen Piercing kommt eine gesteigerte Empfindsamkeit der Klitoris, ein horizontales bietet einen zusätzlichen ästhetischen Reiz durch gute Sichtbarkeit. Die Vorhaut lässt sich leicht durchstechen, die Heilung dauert etwa vier bis sechs Wochen. In aller Regel verursacht es kaum Probleme während der Heilung. Siehe auch Stimulation und sexuelle Auswirkungen.

## Durchführung
Wie beim Piercing der inneren Schamlippen sind auch hier die anatomischen Voraussetzungen bei einigen Frauen nicht erfüllt; dann, wenn nicht genügend Gewebe vorhanden ist, um das Piercing vor dem Herauswachsen zu bewahren. Durchführbarkeit und mögliche Ausrichtung (horizontal oder vertikal) sollten im Vorgespräch mit dem Piercer geklärt werden, bei den allermeisten Frauen ist jedoch eine der beiden Varianten des Piercings möglich.
| - Horizontal | - Vertikal |

### Horizontal
Dieses Piercing eignet sich nur für Frauen, die über genügend Gewebe oberhalb der Klitoris verfügen und deren Vorhaut nicht vollständig durch die äußeren Schamlippen bedeckt ist. Auch die Form und Symmetrie der Vorhaut sind wichtig, um das Piercing davon abzuhalten, sich zu drehen oder einzuklemmen. Das Piercing sollte mit einer Klemmzange gestochen werden, wobei die Klitoris nicht mit einbezogen werden darf. Ist genügend Gewebe vorhanden, können horizontale Piercings auch mehrfach getragen werden. Allerdings wird der stimulatorische Effekt nicht im gleichen Maße wie der rein optische zunehmen.

### Vertikal

Korrekte Platzierung des vertikalen Klitorisvorhautpiercings

Eine richtige Positionierung ist gerade beim vertikalen Klitorisvorhautpiercing wichtig: ein von unerfahrenen Piercern häufig gemachter Fehler besteht in einer zu flachen oder zu weit vorne liegenden Positionierung des Stichkanals. Das Piercing neigt dadurch zum Herauswachsen und auch der oftmals gewünschte Kontakt mit der Klitoris kommt so nicht zustande. Diese Fehlplatzierung entsteht oft, wenn mit einer Klemmzange gearbeitet wird. Auch darf das Piercing nicht zu nah am Rand der Vorhaut platziert sein, es sollte mindestens ein Zentimeter zwischen Stichkanal und Rand der Vorhaut liegen. Optimal ist ein Stichkanal, der an der tiefsten Stelle der Vorhaut eintritt, am Übergang zwischen Klitoris und Vorhaut. Häufig wird beim Stechen eine Receiving Tube gegengehalten, um die Nadel abzufangen.

## Schmuck
Beim horizontalen Piercing wird als Schmuck ein kleiner sogenannter Ball Closure Ring (BCR) (Klemmkugelring) eingesetzt, der so gewählt werden sollte, dass die Kugel direkt auf der Klitoris liegt. Dieses gilt als sexuell sehr erregend und gefühlsintensiv. Bei der vertikalen Variante findet meist ein Barbell Verwendung, dessen untere Kugel ebenfalls direkt auf der Klitoris aufliegt und somit ebenso als sexuell erregend beurteilt wird.

## Variationen des Piercings
Üblicherweise wird das Piercing in seiner vertikalen beziehungsweise horizontalen Variante in oben beschriebener Weise gestochen. Darüber hinaus gibt es jedoch noch weitere Variationsmöglichkeiten wie beispielsweise durch die Kombination zweier Piercings einer tieferen Stichführung.

### Kombination von horizontalem und vertikalem Piercing
Es ist möglich, sowohl ein horizontales als auch ein vertikales Piercing zu kombinieren, sofern die anatomischen Voraussetzungen dafür vorhanden sind. Die Klitorisvorhaut muss dafür über genügend Gewebe verfügen, damit die beiden Piercings nicht gegenseitig Druck ausüben, andernfalls kann es zum Herauswachsen einer oder auch beider Piercings kommen.

### Diana-Piercing
Hierbei handelt es sich um ein nicht vollständig vertikales Klitorisvorhautpiercing, vielmehr wird das Piercing leicht schräg gestochen. Das Piercing wird aus ästhetischen Gründen in der Regel paarweise gestochen. Die Durchführung ist vergleichbar mit der vertikalen Variante, es empfiehlt sich jedoch leicht gebogener Schmuck (Curved Barbell). Auch hier gilt, dass genügend Gewebe für eine korrekte Durchführung vorhanden sein muss.

### Deep Hood Piercing
Ein Deep Hood bezeichnet ein tiefer gestochenes Klitorisvorhautpiercing. Die kann sowohl bei der horizontalen als auch bei der vertikalen Variante durchgeführt werden. Horizontal ähnelt das Deep Hood dem Triangle-Piercing, wobei es weiter nach vorn hin gestochen wird. Der Stichkanal läuft unter dem Klitorisschaft, ohne ihn jedoch zu berühren. In der vertikalen Variante stellt das Deep Hood eine Art kurze Version eines Nefertiti-Piercings dar: die obere Kugel liegt etwa an der Stelle, wo sich die untere Kugel eines Christina-Piercings befindet.

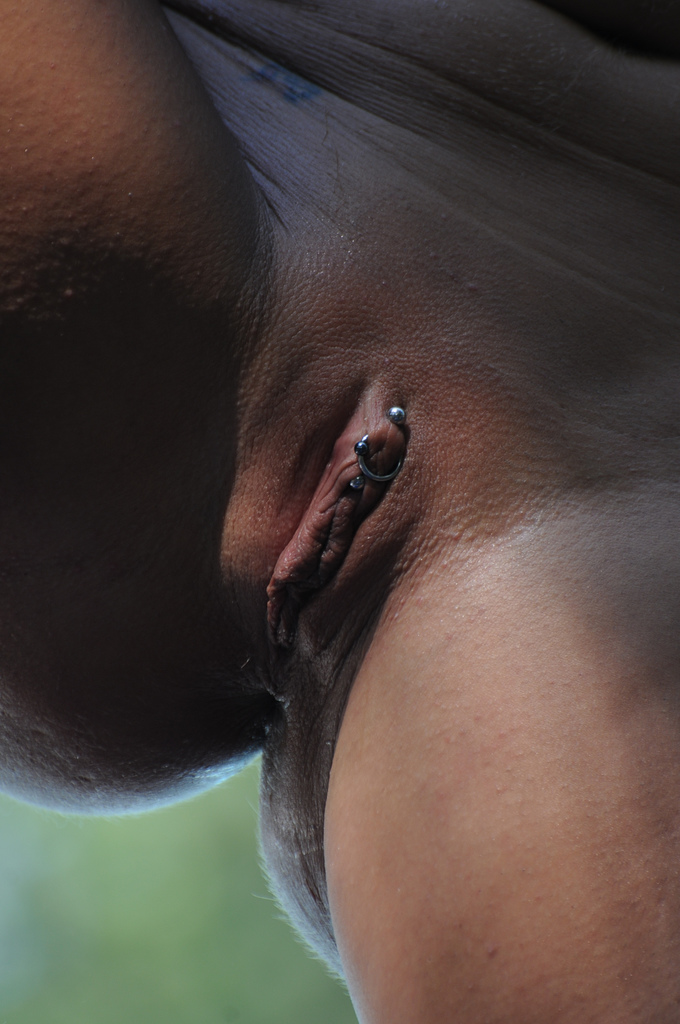
Kombination aus vertikaler und horizontaler Variante – meist Ring horizontal und Barbell vertikal getragen
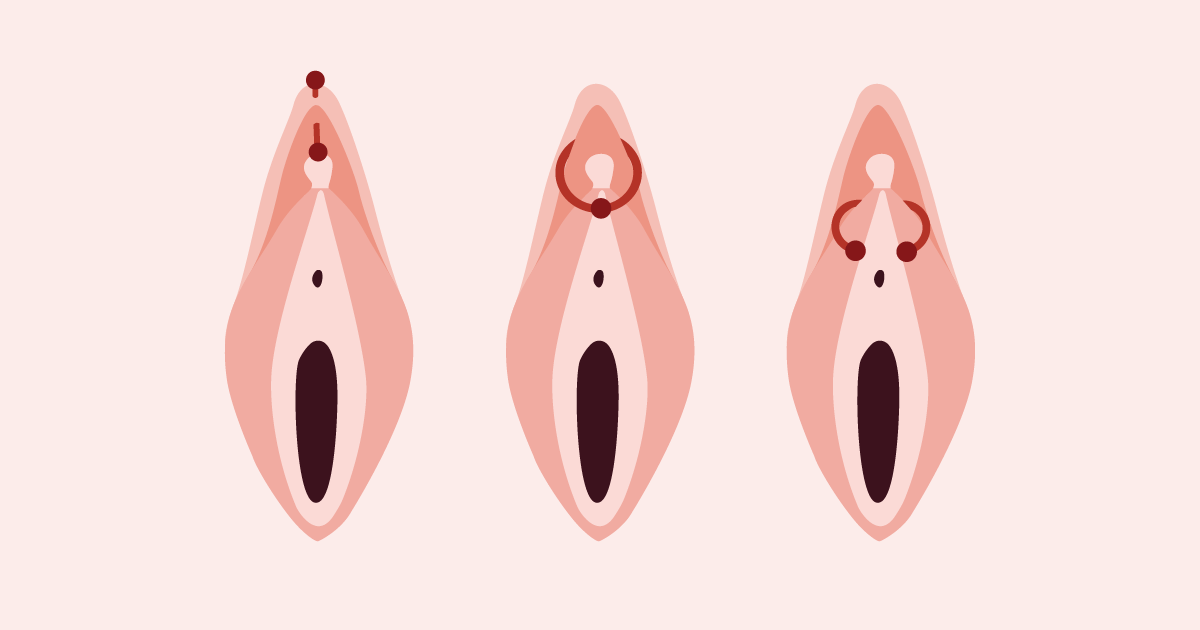
Darstellung verschiedener Piercings durch die Klitorisvorhaut oder in deren unmittelbaren Umgebung: Vertikales (links) und horizontales Klitorisvorhautpiercing (Mitte), Triangle-Piercing (rechts)
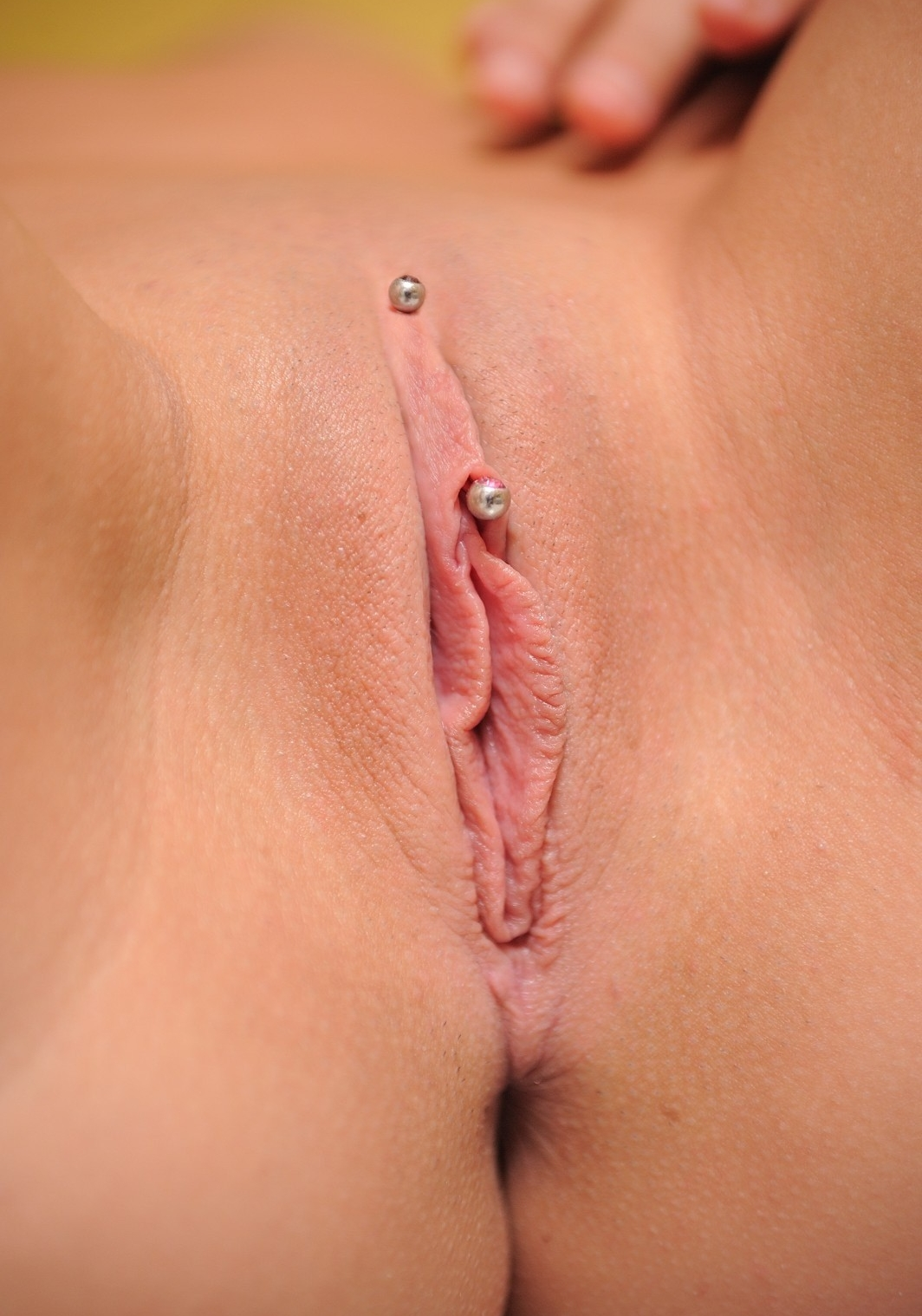
Deep Hood Piercing: vertikal gestochen liegt die obere Kugel weiter vorn

## Stimulation und sexuelle Auswirkungen
Insbesondere das vertikale Klitorisvorhautpiercing wird von den meisten Frauen als sehr lustvoll und angenehm empfunden. In einer wissenschaftlichen Untersuchung an der University of South Alabama wurden Frauen, die dieses Piercing trugen, mittels einer Vorher-Nachher-Erhebung nach den Auswirkungen des Piercings befragt. Dazu wurden zwei Fragebögen von den Probandinnen ausgefüllt, sowohl vor als auch einige Monate nach Stechen des Piercings. Es zeigte sich, dass das Piercing sowohl das sexuelle Verlangen erhöhte als auch die Erregbarkeit steigerte. Die Frauen hatten hinterher signifikant häufiger Geschlechtsverkehr. Das Piercing erhöht die Empfindsamkeit der Klitoris, dies wird vermutlich durch ein Anheben der Klitorisvorhaut, verbunden mit einer besseren Zugänglichkeit der Klitoris, als auch mittels direkter Stimulation durch das Piercing erreicht. Auf andere erhobene Maße (z. B. Lubrikation, Orgasmushäufigkeit und -intensivität, Schmerzen) konnte dem Piercing kein Einfluss nachgewiesen werden. Da ein Klitorisvorhautpiercing ständig getragen wird, könnte eine dauernde sexuelle Erregung hervorgerufen werden. Dies sollten vor allem Frauen bedenken, die dieses Piercing nicht aus sexuellen, sondern aus optischen oder ästhetischen Gründen tragen möchten.

## Ähnliche Piercings
Bei der Frau:
- Nefertiti-Piercing, ähnlich dem vertikalen Klitorisvorhautpiercing. Unterschied: die obere Kugel liegt auf dem Venushügel.
- Isabella-Piercing, ähnlich dem vertikalen Klitorisvorhautpiercing. Unterschied: das Piercing geht durch die Klitoris (Kombination aus Klitorisvorhautpiercing und Klitorispiercing)
- Triangle-Piercing, ähnlich dem horizontalen Klitorisvorhautpiercing. Unterschied: tiefer liegend, zwischen Vorhaut und inneren Schamlippen

Beim Mann:
- Oetang, das Piercing der männlichen Vorhaut